# Landing Sané (homme politique)
 (janvier 2021).
Si vous disposez d'ouvrages ou d'articles de référence ou si vous connaissez des sites web de qualité traitant du thème abordé ici, merci de compléter l'article en donnant les références utiles à sa vérifiabilité et en les liant à la section « Notes et références ».
 (janvier 2021).
La mise en forme du texte ne suit pas les recommandations de Wikipédia : il faut le « wikifier ».
Les points d'amélioration suivants sont les cas les plus fréquents. Le détail des points à revoir est peut-être précisé sur la page de discussion.
- Les titres sont pré-formatés par le logiciel. Ils ne sont ni en capitales, ni en gras.
- Le texte ne doit pas être écrit en capitales (les noms de famille non plus), ni en gras, ni en italique, ni en « petit »…
- Le gras n'est utilisé que pour surligner le titre de l'article dans l'introduction, une seule fois.
- L'italique est rarement utilisé : mots en langue étrangère, titres d'œuvres, noms de bateaux, etc.
- Les citations ne sont pas en italique mais en corps de texte normal. Elles sont entourées par des guillemets français : « et ».
- Les listes à puces sont à éviter, des paragraphes rédigés étant largement préférés. Les tableaux sont à réserver à la présentation de données structurées (résultats, etc.).
- Les appels de note de bas de page (petits chiffres en exposant, introduits par l'outil «  Source ») sont à placer entre la fin de phrase et le point final[comme ça].
- Les liens internes (vers d'autres articles de Wikipédia) sont à choisir avec parcimonie. Créez des liens vers des articles approfondissant le sujet. Les termes génériques sans rapport avec le sujet sont à éviter, ainsi que les répétitions de liens vers un même terme.
- Les liens externes sont à placer uniquement dans une section « Liens externes », à la fin de l'article. Ces liens sont à choisir avec parcimonie suivant les règles définies. Si un lien sert de source à l'article, son insertion dans le texte est à faire par les notes de bas de page.
- La présentation des références doit suivre les conventions bibliographiques. Il est recommandé d'utiliser les modèles {{Ouvrage}}, {{Chapitre}}, {{Article}}, {{Lien web}} et/ou {{Bibliographie}}. Le mode d'édition visuel peut mettre en forme automatiquement les références.
- Insérer une infobox (cadre d'informations à droite) n'est pas obligatoire pour parachever la mise en page.

Pour une aide détaillée, merci de consulter Aide:Wikification.
Si vous pensez que ces points ont été résolus, vous pouvez retirer ce bandeau et améliorer la mise en forme d'un autre article.
Pour les articles homonymes, voir Landing Sané et Sané.
Landing Sané (Balingore 1942 -  Draveil 7 avril 2015) est un homme politique sénégalais et haut responsable politique casamançais. Il a notamment été président du conseil régional de Ziguinchor, élu plusieurs fois député et ministre. 

## Parcours académique
Landing Sané a fait l’école primaire dans le village de Balingore situé dans le département de Bignona (Casamance).
Il a obtenu son entrée en sixième en 1956. 
Lorsqu’il reçoit son certificat d'études primaires élémentaires, il rejoint le collège moderne Blanchot à Saint-Louis (1957-1960) puis le lycée technique Maurice-Delafosse de Dakar (1960-1964). Au demeurant, il est admis à la Série Technique et Économie de ce lycée fédéral dans le cadre du concours d'entrée de l'ancienne AOF[réf. nécessaire].
En 1964, après l'obtention de son baccalauréat Série technique et Économie, il intègre la Faculté de Droit et des Sciences Economiques de l'Université de Dakar. Il en ressort en 1968 avec une Licence ès Sciences économiques.
De 1967 à 1968, il décide de renforcer ses acquis en obtenant une Licence ès Sciences économiques à la Faculté de droit et des sciences économiques de l'université de Clermont-Ferrand (France). En parallèle, il est également étudiant à l'École nationale des impôts de Clermont-Ferrand.

### Formation professionnelle et stages
Après ses études en France, Landing Sané intègre, en 1969, l’École nationale d'administration et de magistrature du Sénégal (ENAM, actuelle ENA). En 1971, il obtient le brevet de l’ENAM, section administration générale. À la suite de cela, il est admis à l’Institut international d'administration publique de Paris (1971-1972). Pour valider sa formation professionnelle, il est stagiaire au rectorat de Toulouse et à la préfecture d'Albi au cours de cette même période. En 1982, il est nommé auditeur à l'Institut des hautes études de Défense nationale de Paris (l'IHEDN) session internationale de 1982.

### Carrière politique
En 1970, Landing Sané occupe des fonctions dans l'administration sénégalaise. Il est nommé directeur de l'Organisation et de la gestion administrative et financière au ministère de l'Éducation nationale de 1971 à 1973 puis directeur de la Coopération internationale au ministère du Plan et de la Coopération [réf. nécessaire]. C'est à cette même période qu'il fut nommé conseiller technique au cabinet du Président de la République du Sénégal, Léopold Sédar Senghor. Il occupe cette fonction jusqu'en 1980[réf. nécessaire]. Il poursuit sa mission à la présidence de 1981 à 1983 en tant que conseiller technique au secrétariat général de la présidence de la République[réf. nécessaire]. Parallèlement à sa mission à la présidence, Landing Sané est professeur à l'École nationale d'Administration du Sénégal et au Centre de formation bancaire de la BCEAO-Dakar de 1974 à 1983[réf. nécessaire]. En 1983, il est élu député à l'Assemblée nationale. En 1985, il démissionne pour devenir secrétaire d’État chargé de la décentralisation auprès du ministre de l'Intérieur[réf. nécessaire]. Ensuite, ministre de la jeunesse et des sports.  Entre 1988 et 1989, il devient conseiller spécial du président Abdou Diouf, poste qu’il occupe jusqu’en 1993.
Le 2 juin 1993, il est nommé ministre de l'Équipement et des Transports terrestres sous le deuxième gouvernement du Premier ministre Habib Thiam jusqu'au 15 mars 1995. À partir de cette date, il est nommé à la même fonction sous le troisième gouvernement du Premier ministre Habib Thiam[réf. nécessaire].
Le 3 juillet 1998, le président Abdou Diouf change de Premier ministre, et il est nommé à la même fonction sous le gouvernement Loum jusqu'au 3 avril 2000[réf. nécessaire].
Entre 1995 et 1998, en plus du ministère qu'il dirigeait, il a été chargé de l'intérim du ministère de l'urbanisme et de l'habitat jusqu'en 1998[réf. nécessaire].
En 2002, il a été nommé président du conseil d'administration de la BICIS (Banque internationale pour le Commerce et l'Industrie du Sénégal BNP-PARIBAS. Il a occupé ce poste jusqu’en 2010.

### Autres expériences professionnelles
Durant sa carrière politique, Landing Sané conduit de nombreuses missions de recherche de financement auprès des institutions financières internationales et des partenaires au développement - Banque Mondiale - FED à Bruxelles - Banque Islamique de Développement (Djeddah) - Fonds Koweïtiens - Fonds de l'OPEP à Vienne (Autriche). Il participe également à des séminaires et des réunions à la Banque Mondiale (Washington), au FED et à Bruxelles. 
Ces réunions étaient relatives à l'élaboration et à l’exécution de programmes gouvernementauxo, notamment le PAST (Programme d'Ajustement Sectoriel des Transports), le PST (Programme Sectoriel des transports) ou encore le Projet de Mobilité Urbaine.

### Fonctions politiques en Casamance
De 1977 à 1978, il est secrétaire général de la section PS de Balingore avant de devenir secrétaire général adjoint de la coordination départementale PS de Bignona en 1978. À partir de 1983, il est élu secrétaire général adjoint de la coordination départementale PS de Bignona tout en étant membre du comité central du Parti socialiste et ce, jusqu'en 1987.
Par la suite, il dirige de 1990-2000 le secrétariat général de la coordination départementale PS de Bignona tout en étant membre du bureau politique du Parti socialiste.
Après le départ d’Abdou Diouf et avec l'avènement du nouveau régime qu’est celui d’Abdoulaye Wade, Landing Sané a été sollicité pour rejoindre le Parti démocratique sénégalais.
De 2000 à 2002, il est membre du Comité directeur du Parti démocratique sénégalais avant de devenir conseiller régional de Ziguinchor (P.D.S)puis président de la commission de l'éducation, de la santé, de la culture et de la population du conseil régional de Ziguinchor.

## Distinctions et décorations
Chevalier de l'ordre national du Lion du Sénégal[réf. nécessaire].